# Metagonia blanda
Metagonia blanda är en spindelart som beskrevs av Willis J. Gertsch 1973. Metagonia blanda ingår i släktet Metagonia och familjen dallerspindlar. Inga underarter finns listade i Catalogue of Life.